# 中村芝歌蔵
中村 芝歌蔵（なかむら しかぞう、1971年〈昭和46年〉6月2日 - ）は歌舞伎役者、俳優。屋号は「成駒屋」。歌舞伎名跡「中村芝歌蔵」の当代。本名は川﨑 和治（かわさき かずはる）。

## 来歴
1996年（平成8年）国立劇場第十三期歌舞伎研修修了。同期に市川荒五郎（九代目市川團蔵一門）、中村仲之助（中村屋一門）、坂東八大（坂東巳之助一門）、尾上松五郎（尾上松也一門）らがいる。
4月歌舞伎座、『井伊大老』の警固の侍ほかで初舞台。中村橋之助（現・芝翫）門下となり10月歌舞伎座の『伽羅先代萩』の諸士で中村橋弥（なかむら はしや）を名乗る。
2017年（平成29年）9月に名題適任証を取得。2018年(平成30年）4月、師・芝翫の襲名披露巡業中金丸座『鳥居前』の駿河次郎ほかで中村芝歌蔵と改名。

## 人物
芝翫一門の立役。美しい姿と手堅い演技に定評がある。『舌出三番叟』などの舞踊では師匠の後見を務めるなど信頼が厚い。2019年の博多座公演では芝翫の次男である中村福之助が体調不良で休演した際に代役で『権三と助十』の猿廻し与助を勤めた。
趣味は旅行とスポーツ観戦。プライベートでは2児の父でもある。着物の着付けに関しては研修生時代から着物で受講していたため舞台に上がるころには慣れていたが、江戸歌舞伎と上方歌舞伎で手の向きや帯の巻き方が逆になる「関西手」にはいまだに戸惑うことがあるという。
公称身長は師匠の八代目芝翫と同じ178cm、体重69kg（※2015年当時）、血液型は不明。

## 歌舞伎以外の出演
- 大奥（東映、2006年12月公開）の劇中劇『宮島のだんまり』など（中村橋弥名義[9]）
- サマーウォーズ（陣内邦彦）※声の出演（中村橋弥名義[10]）
- 隠し砦の三悪人 THE LAST PRINCESS（中村橋弥名義）

## 受賞歴
- 国立劇場奨励賞 - 2004年（『鳴神』の白雲坊[2]

## 歴代の中村芝歌蔵
「中村芝歌蔵」は門人の名乗る名跡であるため代数はとくに数えられておらず不明だが、元治年間守田座で上演された演目の役割番付にも中村芝翫らと並んで名がみえることから、古くから中村芝翫家（ないし成駒屋一門）の門人の名として受け継がれてきたことが察せられる。近代では昭和8年生まれで六代目中村歌右衛門に師事した四代目中村駒助が名乗っていた記録がある。